# Gasteropelecidae
Gasteropelecidae é uma família de peixes actinopterígeos pertencentes à ordem Characiformes. São chamados peixes-borboleta, pois seu peito alargado e suas barbatanas (que funcionam como asas) são adaptados para voar.
Vivem na superfície da água.

## Géneros e espécies
- Género Carnegiella (Eigenmann, 1909)
  - Carnegiella marthae
  - Carnegiella myersi
  - Carnegiella schereri
  - Carnegiella strigata
- Género Gasteropelecus (Scopoli, 1777)
  - Gasteropelecus levis
  - Gasteropelecus maculatus
  - Gasteropelecus sternicla
- Género Thoracocharax (Fowler, 1907)

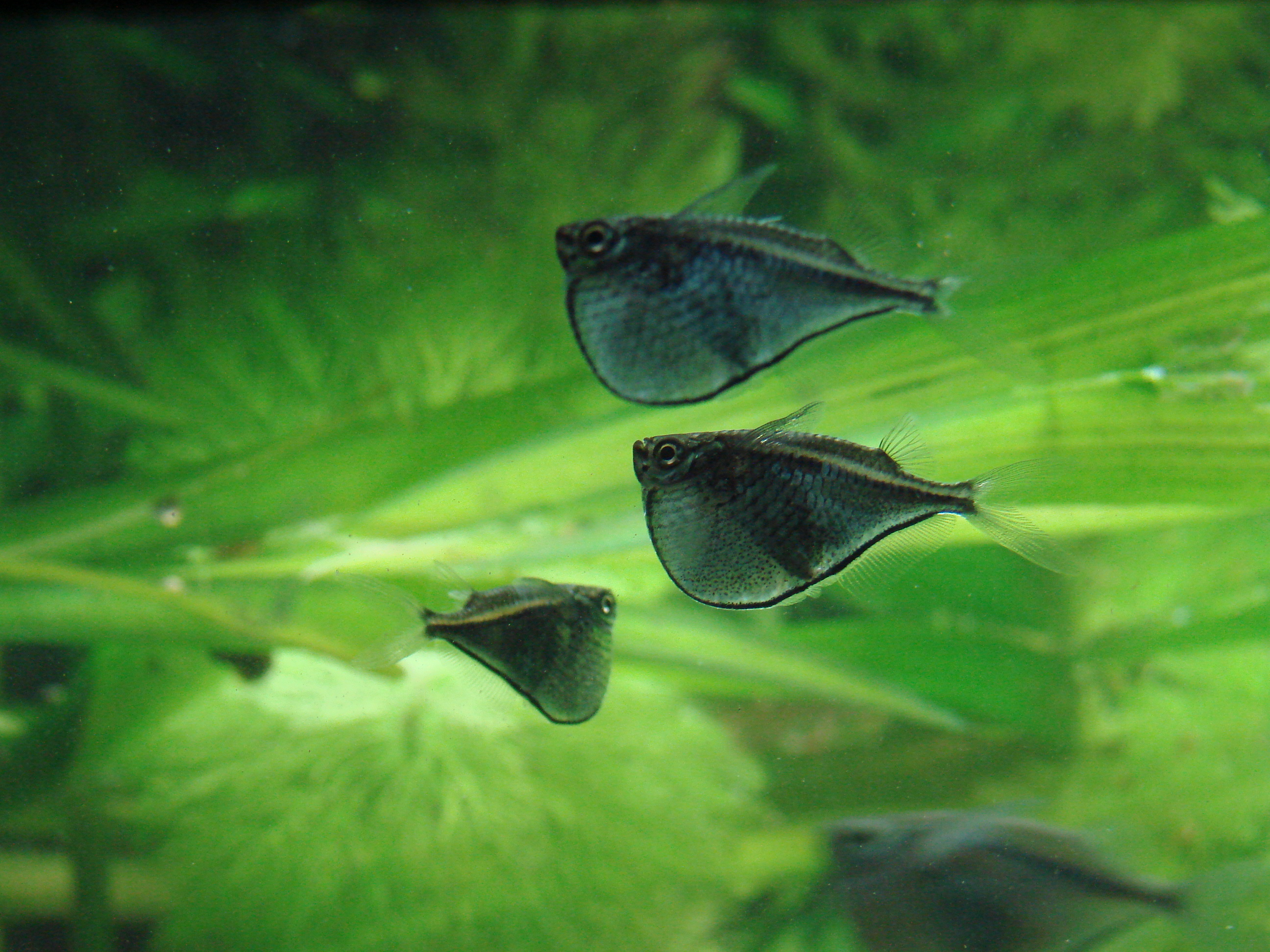
Peixe-borboleta gigante em um aquário público.

  - Thoracocharax securis
  - Thoracocharax stellatus